# Alberto Calero Lara
Alberto Calero Lara (San Martín de la Vega, 18 de junio de 1998) es un deportista de España que compite en atletismo. Subcampeón de España en 100 m con una marca personal de 10.31 segundos en el Cl Campeonato de España de Atletismo.
Componente del relevo 4x100 de la selección española de atletismo en el XXV Campeonato Europeo de Atletismo se celebró en Múnich (Alemania).
Obtuvo la 8ª posición en la prueba de 100 metros en el XlX Campeonato Iberoamericano de Atletismo se celebró en el municipio de La Nucía (España).
Alberto Calero Lara es de Mota del Cuervo (Cuenca)